# Filippo Baldinucci

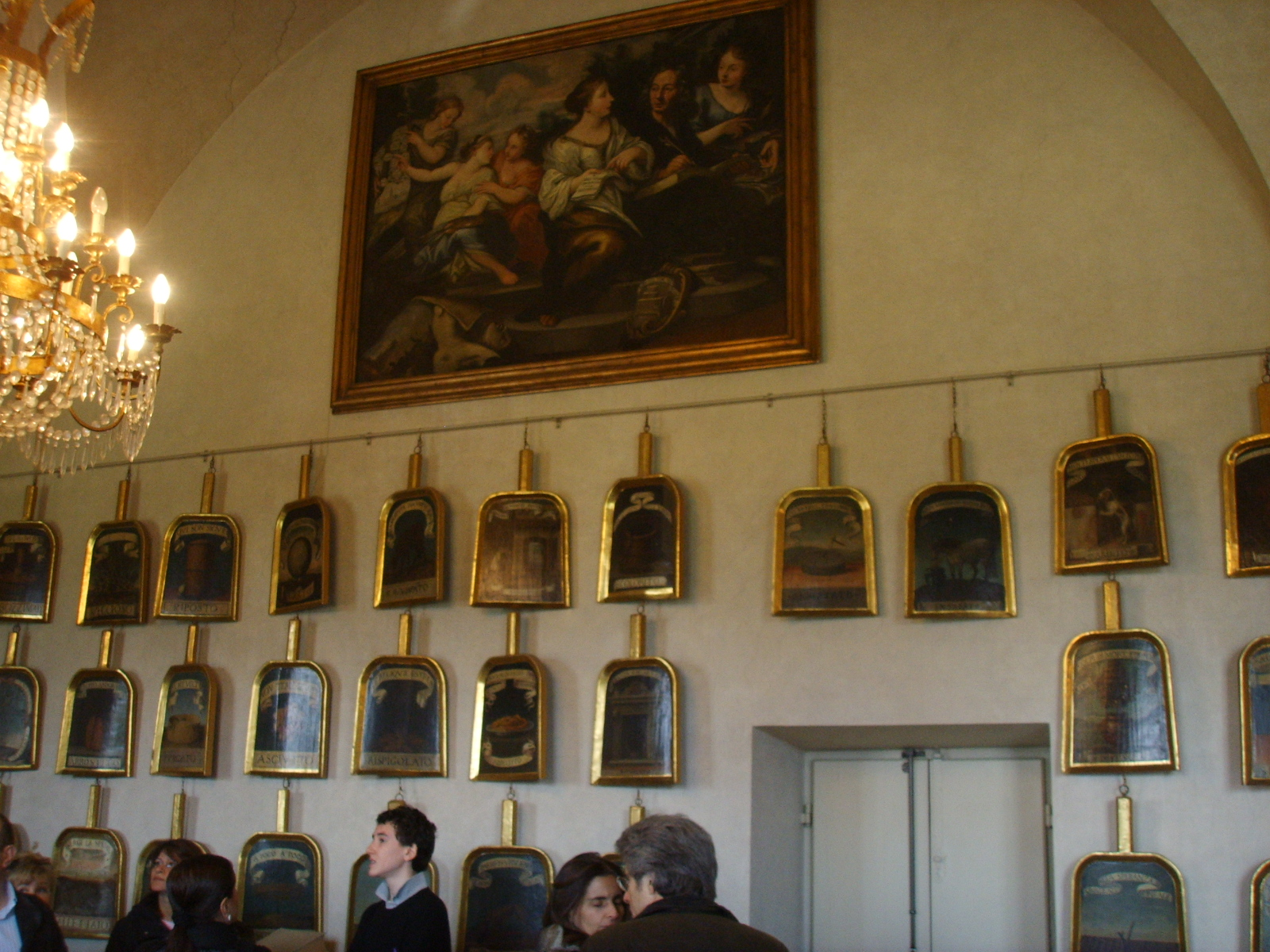
Um quadro de Baldinucci exposto na Sala das Pás da Accademia della Crusca

Filippo Baldinucci (Florença, c. 1625 – 1 de janeiro de 1697) foi um historiador da arte e biógrafo italiano. É considerado o mais significativo historiador das artes e artistas do período Barroco.
Patrocinado pela família Médici, aspirou ser o novo Vasari, renovando e expandindo as biografias deste e adicionando alguns artistas omitidos no Vite, especialmente artistas franceses e flamengos. Seu trabalho mais importante foi seu dicionário biográfico dos artistas chamado Notizie de' professori del disegno da Cimabue in qua, que começou a ser publicado em 1681 e continuou após sua morte. Sua biografia de Gian Lorenzo Bernini foi publicada em 1682.
Baldinucci veio de uma importante família da elite mercantil de Florença. Além de escritor, era também artista, desenhando a giz e modelando em cera. Muitos de seus retratos de amigos estão na coleção da Galleria degli Uffizi. A Villa Medicea di Castello, onde funciona a Accademia della Crusca possui uma pintura sua, uma alegoria. O Getty Museum possui um retrato em giz preto e vermelho.
Foi também curador do acervo dos Medici, introduzindo novas idéias sobre organização de coleções de arte. Foi o primeiro a distinguir o modo peculiar de cada artista em uma obra de arte, a chamada mão do artista, para atribuir autoria às pinturas da época, geralmente não assinadas.

### Obra
- Comminciamento e progresso dell'arte dell'intagliare in rame colle vite di molti de' più eccellenti maestri della stessa professione... Florence 1667[4]
- Vocabolario toscano dell'arte del disegno Florence 1681[5][6]
- Notizie de' professori del disegno da Cimabue in qua, 6 vols, Florence 1681-1728[7]
- Vita del cav. Gio. Lorenzo Bernino, Lettera a Vinc. Capponi, Veglia sulle Belle Arti, Lezione accademica 1682[8]

### Sobre
- Encyclopædia Britannica 1911: "Filippo Baldinucci"
- Schlosser-Magnino, Julius. La letteratura artistica Rev. ed. 1935
- Ernst Gombrich Kunstliteratur, em Atlantisbuch der Kunst 1952[9]